# تبهگنی (ریاضیات)
واگِنی یا تبهگنی (به انگلیسی: degeneracy) در ریاضیات حالتی است که در آن عنصری از یک خانواده، چنان با عناصر دیگر آن خانواده متفاوت است که به خانواده‌ای دیگر و معمولاً ساده‌تر تعلق می‌یابد.
مثلاً در مقاطع مخروطی، دایره‌ای که شعاع آن صفر باشد، یک نقطه است. یک سهمی در حالت تبهگنی به خط تبدیل می‌شود. اگر یک بیضی به کانونشان نزدیک شود، پاره می‌شود.